# 柯西数
柯西數（Ca）是流體力學中有關可壓縮流的無量綱，得名自法國數學家奧古斯丁·路易·柯西。當可壓縮性有顯著影響時，在考慮動態相似性的慣性力時，也需要考慮彈力，柯西數是流體慣性力和可壓縮力（彈力）比例，可以表示如下：
{\displaystyle \mathrm {Ca} ={\frac {\rho v^{2}}{K}}},
其中
{\displaystyle \rho }為流體密度（國際標準制單位：kg/m3）
v為局部的流體速度（國際標準制單位：m/s）
K 為體積模量（國際標準制單位：Pa）

## 柯西數和馬赫數的關係
在等熵流中柯西數可以用馬赫數表示，等熵體積模量{\displaystyle K_{s}=\gamma p}，其中{\displaystyle \gamma }為熱容比，而p為流體壓力。
若流體為理想氣體，則依照理想氣體定律
{\displaystyle K_{s}=\gamma p=\gamma \rho RT=\,\rho a^{2}},
其中
{\displaystyle a={\sqrt {\gamma RT}}}為聲速（國際標準制單位：m/s）
R = 氣體常數（國際標準制單位：J/(kg K)）
T = 溫度（國際標準制單位：K）
取代柯西數公式中的K（Ks），可得
{\displaystyle \mathrm {Ca} ={\frac {v^{2}}{a^{2}}}=\mathrm {M} ^{2}}.
因此在理想氣體的等熵流中，柯西數是馬赫數的平方。